# Psammophis trigrammus
Espèce
Psammophis trigrammus est une espèce de serpents de la famille des Lamprophiidae. 

## Répartition
Cette espèce se rencontre :
- dans le sud de l'Angola ;
- en Namibie ;
- en Afrique du Sud.

## Publication originale
- Günther, 1865 : Fourth account of new Species of Snakes in the Collection of the British Museum. Annals and Magazine of Natural History, ser. 3, vol. 15, p. 89-98 (texte intégral).